# Andoins
Andoins ist eine französische Gemeinde mit 724 Einwohnern (Stand 1. Januar 2022) im Département Pyrénées-Atlantiques in der Region Nouvelle-Aquitaine. Die Gemeinde gehört zum Arrondissement Pau und zum Kanton Pays de Morlaàs et du Montanérès (bis 2015: Kanton Morlaàs).
Die Bewohner werden Andosiens genannt.

## Geographie
Andoins liegt circa 15 Kilometer östlich von Pau im Béarn. Es ist Teil der Region Vic-Bilh.
Umgeben wird Andoins von den Nachbargemeinden:
- Ouillon im Norden,
- Limendous und Espéchède im Osten,
- Artigueloutan und Nousty im Süden sowie
- Serres-Morlaàs und Sendets im Westen.

Andoins liegt im Einzugsgebiet des Flusses Adour und wird durchquert vom Luy de France und seinen Zuflüssen, dem Luy de Béarn, welcher im Ortsgebiet entspringt und dem Lelusset. Ebenso fließt die Ousse des Bois, ein Zufluss des Gave de Pau, und der Biarré, ein Zufluss der Souye, durch das Gebiet der Kommune.

## Geschichte
Andoins liegt auf einer ausgedehnten Hochebene und war deshalb seit früher Zeit besiedelt. Hügelgräber in der Umgebung weisen auf einen Lagerplatz während der Antike hin. 
Die erste Erwähnung der Siedlung unter dem Namen Andongns erfolgte im 11. Jahrhundert. Es handelte sich um eine bedeutende Lehnsherrschaft in der Vizegrafschaft von Béarn. 1282 wurde der Baron von Andoins, Guilhem-Arnaud, zum Seneschall von Béarn ernannt. Die Nachfolger waren häufig eher als Verräter oder Verschwörer gegen die Macht bekannt. Die letzte Erbin, Diane d’Andouins, war Mätresse des französischen Königs Heinrich IV.

### Einwohnerentwicklung
| Jahr      | 1968 | 1975 | 1982 | 1990 | 1999 | 2008 | 2013 |
| --------- | ---- | ---- | ---- | ---- | ---- | ---- | ---- |
| Einwohner | 418  | 333  | 469  | 514  | 522  | 623  | 621  |

## Sehenswürdigkeiten

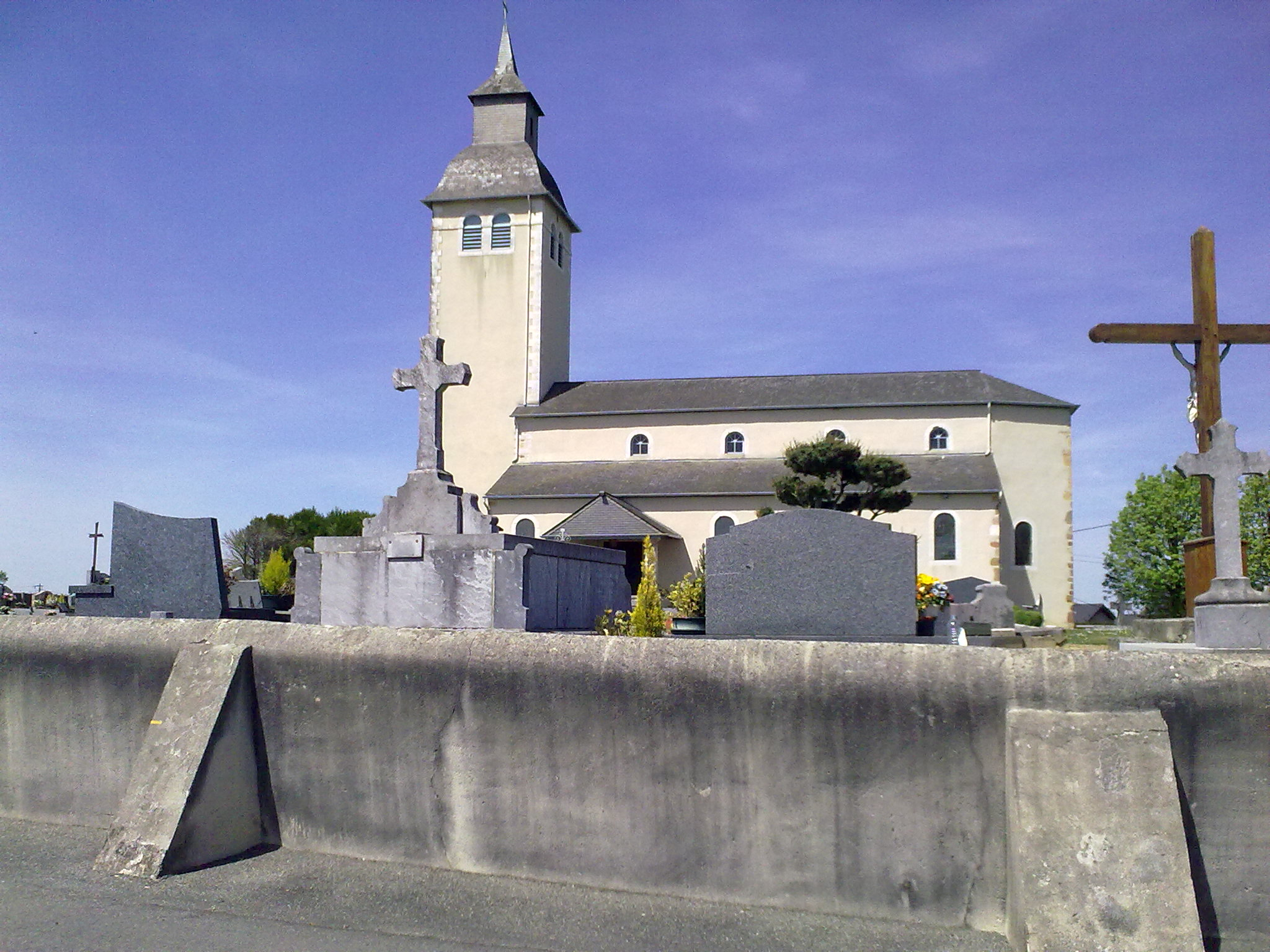
Kirche Saint-Laurent

- Die Kirche von Andoins, gewidmet Laurentius von Rom, wurde ursprünglich im 11. Jahrhundert erbaut. Man entschied sich 1837, die Kirche an anderer Stelle neu zu bauen, da sie als zu klein beurteilt wurde und in einem schlechten Zustand war. Dies erfolgte zwischen 1840 und 1847 an der Stelle der Kapelle einer Burg. Die Erdhügelburg wurde wahrscheinlich im 11. Jahrhundert erbaut und im Jahre 1380 abgerissen, weil der Baron Raymond d’Andoins an einer Verschwörung gegen den Vizegrafen von Béarn, Gaston III. Fébus, teilgenommen hatte. Die heutige Kirche enthält neben dem Mittelschiff zwei Seitenschiffe. Die Glasfenster stammen aus den Jahren 1923 und 1930.[7][8][9]

## Wirtschaft und Infrastruktur

### Verkehr
Andoins ist angeschlossen an die Routes départementales 39, 215 und 538. Die Autoroute A64 durchquert das Ortsgebiet, allerdings ohne direkte Ausfahrt zum Ort.